# Ťahanovce
Ťahanovce (hongrois : Hernádtihany
) est un des quartiers de la ville de Košice.

## Histoire
Première mention écrite du village en 1303.
La localité fut annexée par la Hongrie après le premier arbitrage de Vienne le 2 novembre 1938. En 1938, on comptait 2036 habitants dont 3 juifs. Elle faisait partie du District de Košice, en hongrois Kassai járás. Durant la période 1938 -1945, le nom hongrois Hernádtihany était d'usage. À la libération, la commune a été réintégrée dans la Tchécoslovaquie reconstituée.
Le village fut rattaché à la ville de Košice en 1968.